# Ай Яньхань
Ай Яньхань (7 лютого 2002) — китайська плавчиня.
Чемпіонка світу з плавання на короткій воді 2018 року.
Переможниця Азійських ігор 2018 року.